# Château de la Ville-Davy
Le château de la Ville-Davy est situé sur la commune du Quessoy en France.

## Localisation
Le château est situé sur la commune du Quessoy dans le département des Côtes-d'Armor, dans la région Bretagne.

## Description
Le château est un édifice de plan allongé et symétrique, composé d'un corps principal rectangulaire à cinq travées, encadré de deux pavillons latéraux étroits en léger retrait. La travée centrale est surmontée d'un pavillon avec étage d'attique. La façade sur jardin est précédée d'une vaste terrasse accessible par une volée d'escalier. Élévation en maçonnerie enduite avec encadrement de baies, chaînes d'angle et bandeaux en pierre de taille.

## Historique
Le château est construit autour de 1870 pour Eustache Guérin de la Houssaye. Vendu aux enchères dès 1884, il accueille les sœurs du Plessis de Grenédan qui aménagent un parc. L'édifice est transformé en école d'agriculture en 1955.